# SummerSlam (2012)
SummerSlam (2012) là một sự kiện pay-per-view (PPV) đấu vật chuyên nghiệp sản xuất bởi WWE diễn ra vào ngày 19 tháng 8 năm 2012 tại Trung tâm Staples ở Los Angeles, California. Đây là sự kiện SummerSlam thứ 25, và thứ 4 liên tiếp diễn ra tại Trung tâm Staples.

## Kết quả
| #                                                                                     | Kết quả                                                                                     | Thể loại                                                 | Thời gian |
| ------------------------------------------------------------------------------------- | ------------------------------------------------------------------------------------------- | -------------------------------------------------------- | --------- |
| 1P                                                                                    | Antonio Cesaro (cùng với Aksana) đánh bại Santino Marella (c)                               | Trận đấu đơn tranh đai WWE United States Championship    | 05:08     |
| 2                                                                                     | Chris Jericho đánh bại Dolph Ziggler (cùng với Vickie Guerrero) bằng đòn khóa               | Trận đấu đơn                                             | 13:05     |
| 3                                                                                     | Daniel Bryan đánh bại Kane                                                                  | Trận đấu đơn                                             | 08:02     |
| 4                                                                                     | The Miz (c) đánh bại Rey Mysterio                                                           | Trận đấu đơn tranh đai WWE Intercontinental Championship | 09:09     |
| 5                                                                                     | Sheamus (c) đánh bại Alberto Del Rio (cùng với Ricardo Rodriguez)                           | Trận đấu đơn tranh đai World Heavyweight Championship    | 11:22     |
| 6                                                                                     | Kofi Kingston và R-Truth (c) đánh bại The Prime Time Players (Darren Young và Titus O'Neil) | Trận đấu đồng đội tranh đai WWE Tag Team Championship    | 07:07     |
| 7                                                                                     | CM Punk (c) đánh bại Big Show và John Cena                                                  | Trận đấu Triple Threat tranh đai WWE Championship        | 12:34     |
| 8                                                                                     | Brock Lesnar (cùng với Paul Heyman) đánh bại Triple H bằng đòn khóa                         | Trận đấu No Disqualification                             | 18:45     |
| - (c) – chỉ người vô địch bước vào trận đấu - P – chỉ trận đấu diễn ra trong pre-show |                                                                                             |                                                          |           |